# Oryzomys palustris
Oryzomys palustris é uma espécie de roedor da família Cricetidae.
Apenas pode ser encontrada nos Estados Unidos da América.
Os seus habitats naturais são: pântanos subtropicais ou tropicais, campos de gramíneas de baixa altitude subtropicais ou tropicais sazonalmente húmidos ou inundados, pântanos e sapais.

## Parasitas conhecidos
Oryzomys palustris pode ser infectado por Aonchotheca forresteri, um nematoide parasita. Ocorrendo principalmente em adultos, habitando o estômago, A. forresteri é mais comum durante a estação chuvosa. A. forresteri foi descoberto durante um levantamento dos endoparasitas de Oryzomys palustris por John Kinsella em 1970 a 1972, O. palustris é o único hospedeiro conhecido de Aonchotheca forresteri.

## Literatura citada
- Forrester, D.J. 1992. Parasites and diseases of wild mammals in Florida. University of Press of Florida, 459 pp. ISBN 978-0-8130-1072-4